# 5×10 1999-2009 音樂錄影帶完全精選！
《5×10 1999-2009 音樂錄影帶完全精選！》是嵐首張音樂錄影帶精選DVD，於2009年10月28日在日本發行。這張雙碟DVD收錄了組合自1999年出道至2009年所有音樂錄影帶("Everything"和"My Girl"除外)，以及歌曲"Believe"的完整版動畫。

## DVD資料
嵐成員大野智於2009年9月23日在他的電台節目"Arashi Discovery"中證實，嵐會在2009年10月28日發行此DVD。這張雙碟DVD不單收錄了該組合共31首音樂錄影帶，還有成員們對大部分錄影帶的感想。此外，DVD也包括了取自"5×5 THE BEST SELECTION OF 2002←2004的"Lucky Man"音樂錄影帶、歌曲"Believe"的完整版動畫、和"明日的記憶/Crazy Moon～妳·是·無敵的～的幕後花絮。

## 收錄曲
| 1. Opening:A・RA・SHI 2. SUNRISE日本 3. 颱風世代 -Typhoon Generation- 4. 感謝感激暴風雨感謝 5. 因為妳所以我存在 6. 時代 7. A Day in Our Life 8. 心情超讚 9. PIKA☆NCHI 10. 不知所措 11. Lucky Man 12. 赤腳的未來 13. 比言語更重要的東西 14. PIKA★★NCHI DOUBLE 15. 眼中的銀河 16. Hero 17. 櫻花盛開 18. Wish | 1. Intro:安啦沒問題 2. 藍天腳踏板 3. Love So Sweet 4. We Can Make It! 5. Happiness 6. Step and Go 7. One Love 8. truth 9. 前往風的彼方 10. Beautiful days 11. Believe 12. 明日的記憶 13. Crazy Moon～妳‧是‧無敵的～ 14. Arashi★Tatsunoko"Animation Film of Believe" |

## 成員感想
| - "A・RA・SHI": 嵐 - "SUNRISE日本": 二宮和也 - "颱風世代 -Typhoon Generation-": 櫻井翔 - "感謝感激暴風雨感謝": 大野智 - "因為妳所以我存在": 松本潤 - "時代": 二宮和也 - "A Day in Our Life": 嵐 - "心情超讚": 相葉雅紀 - "PIKA☆NCHI": 嵐 - "不知所措": 二宮和也 - "Lucky Man": 嵐 - "赤腳的未來": 櫻井翔 - "比言語更重要的東西": 松本潤 - "PIKA★★NCHI DOUBLE ": 二宮和也 - "眼中的銀河": 相葉雅紀 | - "Hero": 松本潤 - "櫻花盛開": 櫻井翔 - "Wish": 相葉雅紀 - "安啦沒問題": 大野智 - "藍天腳踏板": 大野智 - "Love So Sweet": 松本潤 - "We Can Make It!": 相葉雅紀 - "Happiness": 大野智 - "Step and Go": 嵐 - "One Love": 松本潤 - "Truth": 大野智 - "前往風的彼方": 相葉雅紀 - "Beautiful Days": 二宮和也 - "Believe": 櫻井翔 - "明日的記憶": 櫻井翔 |

## 榜單表現
開售首星期便賣出超過428,000張，此DVD取得了Oricon DVD週間銷量排行榜的第一位，並刷新了音樂DVD的首週銷量紀錄。一星期後，它更成為了Oricon歷史上首張能衝破500,000張銷量的音樂DVD。2009年12月18日，Oricon宣佈，此DVD是2009年度最高銷量的音樂DVD，共賣出590,642張。
由於嵐在2009年12月31日的第60回NHK紅白歌合戰中亮相，"5×10 1999-2009 音樂錄影帶完全精選！"於2010年1月12日成功重奪Oricon音樂DVD週間銷量排行榜的首位，這令它成為進榜最長的DVD。
目前銷售累積已達到89萬張，是有公信榜有紀錄以來最高的銷售量紀錄。

## 發行歷程
| 地區 | 日期           | 形式                | 發行公司         |
| ---- | -------------- | ------------------- | ---------------- |
| 日本 | 2009年10月28日 | 2DVD(JABA-5099)     | J Storm          |
| 南韓 | 2009年11月11日 | 2DVD                | SM Entertainment |
| 台灣 | 2009年11月20日 | 2DVD (JAJDV57025/6) | Avex Taiwan      |
| 香港 | 2009年11月27日 | 2DVD                | Avex Asia        |

## 附註
1. 1 2  . CDJapan.   [2010-01-12]. （原始内容存档于2010-01-06）.
2. 1 2  . Aladdin.   [2010-03-18]. （原始内容存档于2019-09-18） （韩语）.
3. 1 2  . Avex Taiwan.   [2010-01-14]. （原始内容存档于2011-09-28） （中文）.
4. 1 2  . YesAsia.   [2010-01-14]. （原始内容存档于2010-01-26） （中文）.